# L’Hemisfèric

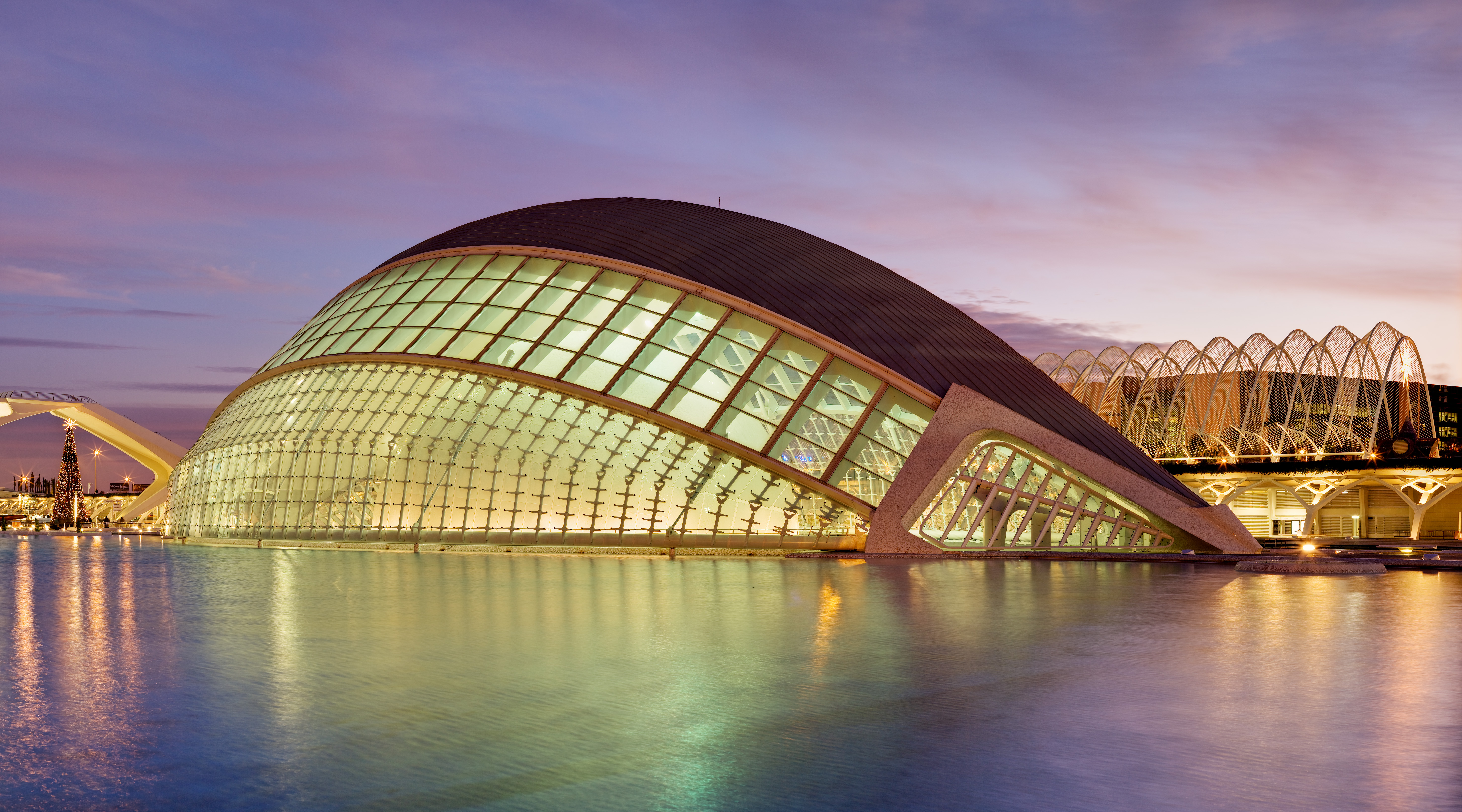
L’Hemisfèric

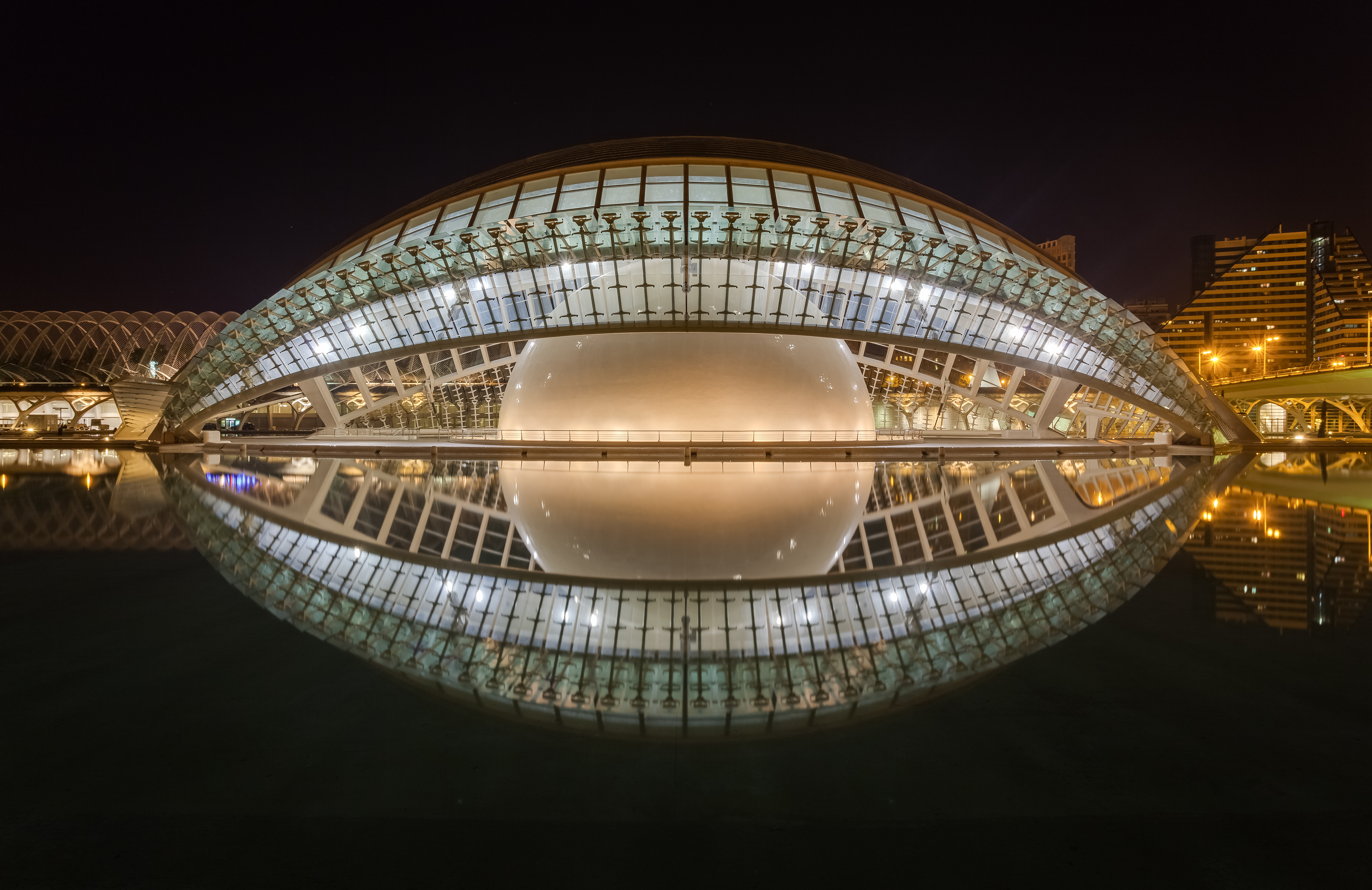

L’Hemisfèric (span. El Hemisférico) ist ein kulturelles Gebäude, Planetarium und Kino in der Ciudad de las Artes y de las Ciencias in Valencia, Spanien.
Das Gebäude wurde von Santiago Calatrava entworfen und am 16. April 1998 als erstes Gebäude der Stadt der Künste und Wissenschaften im trockengelegten Flussbett des Turia eröffnet. Der Architekt konzipierte das Gebäude als überdimensionales menschliches Auge – das Auge der Weisheit, welches die audiovisuellen Erfahrungen der Besucher beim Betrachten der Vorführungen symbolisieren soll. Das 100 Meter lange ovale Dach beherbergt einen 3D-IMAX-Kinosaal und den ihn umgebenden Carl-Sagan-Perimeter-Ring, der zu Ehren des US-amerikanischen Physikers benannt wurde. Das gesamte Gebäude ist von einer 24.000 m² großen Wasserfläche umgeben.
Auf dem 1900 m² großen, konkaven Bildschirm werden vorwiegend wissenschaftliche und technologische Themen gezeigt.